# Балка Лисича
Балка Лисича — балка (річка) в Україні у Чутівському районі Полтавської області. Ліва притока річки Чутівки (басейн Дніпра).

## Опис
Довжина балки приблизно 12,56 км, найкоротша відстань між витоком і гирлом — 10,48 км, коефіцієнт звивистості річки — 1,20. Формується декількома балками та загатами. На деяких ділянках балка пересихає.

## Розташування
Бере початок на північно-східній стороні від села Василівки. Тече переважно на північний захід через селище Чутове і впадає у річку Чутівку, ліву притоку річки Коломаку.

## Цікаві факти
- У селищі Чутове балку перетинає автошлях М03[3] (автомобільний шлях міжнародного значення на території України, Київ — Харків — кпп Довжанський (державний кордон з Росією).).
- У XX столітті на балці існували молочно, -птице-тваринні ферми (МТФ, ПТФ), газгольдер та декілька газових свердловин[2], а у XIX столітті — багато вітряних млинів[1].